# Swoosh
Le Swoosh est, selon un surnom courant, le logo de Nike, l'équipementier sportif américain. Ce logo, une aile de la déesse grecque Niké stylisée sous forme de virgule, est l'un des logos commerciaux les plus facilement reconnaissables dans le monde, identifiant la marque au-delà de son nom.

## Description
Le logo est simple, consistant en une virgule posée à l'envers et à l'horizontale, supposée donner une idée de mouvement et représenter de manière stylisée l'aile de Niké, la déesse grecque de la victoire, qui a également donné son nom à la marque.

## Historique

### Création
Le Swoosh est créé en 1971 par Carolyn Davidson, une étudiante en graphisme à l'université d'État de Portland. Elle rencontre Philip Knight, le fondateur de Blue Ribbon Sport (qui deviendra par la suite Nike), en suivant le cours de comptabilité que celui-ci dispensait à l'université pour compléter ses faibles revenus de l'époque.

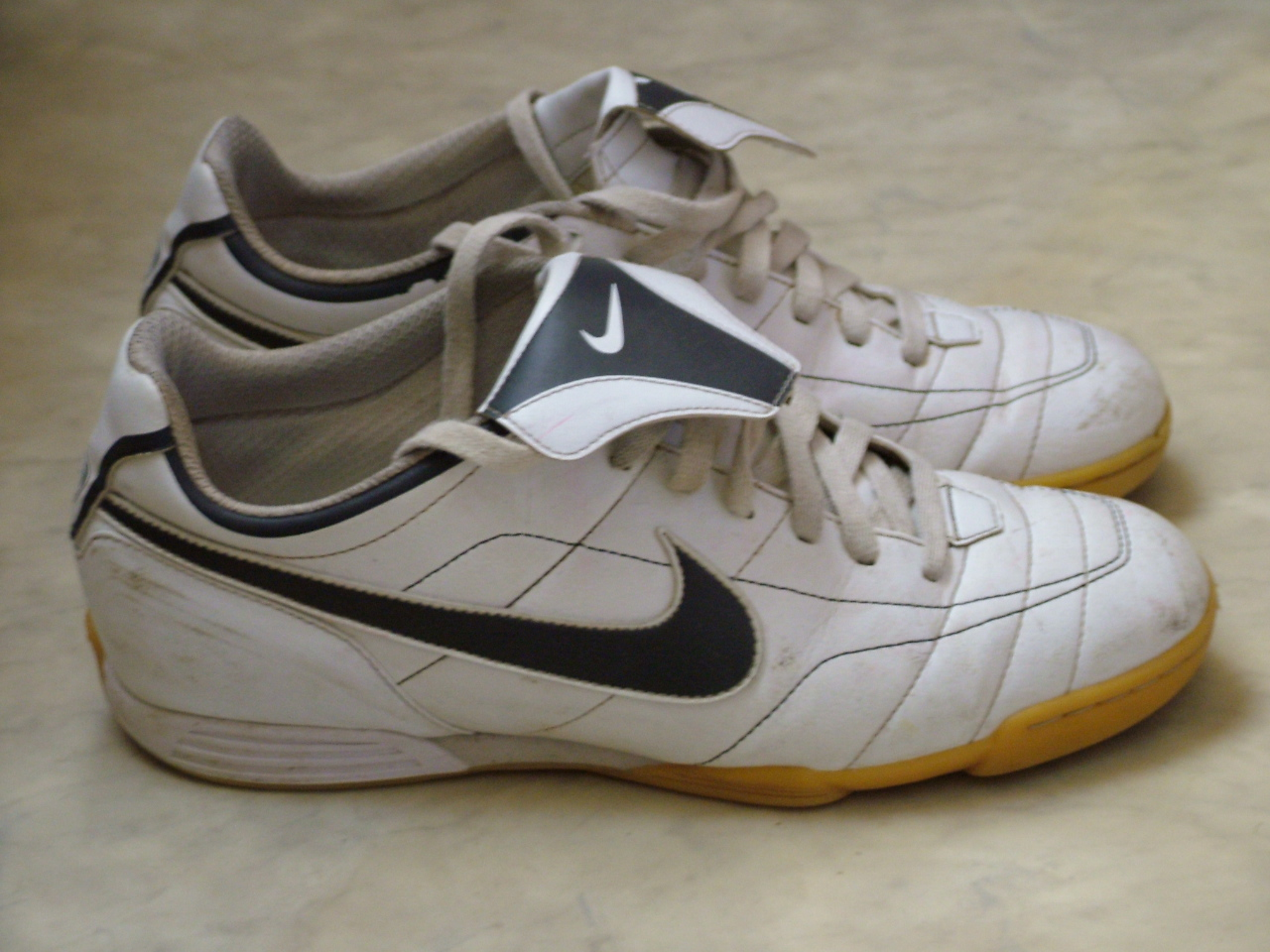
Le Swoosh sur le côté d'une paire de chaussures de football modèle Tiempo.

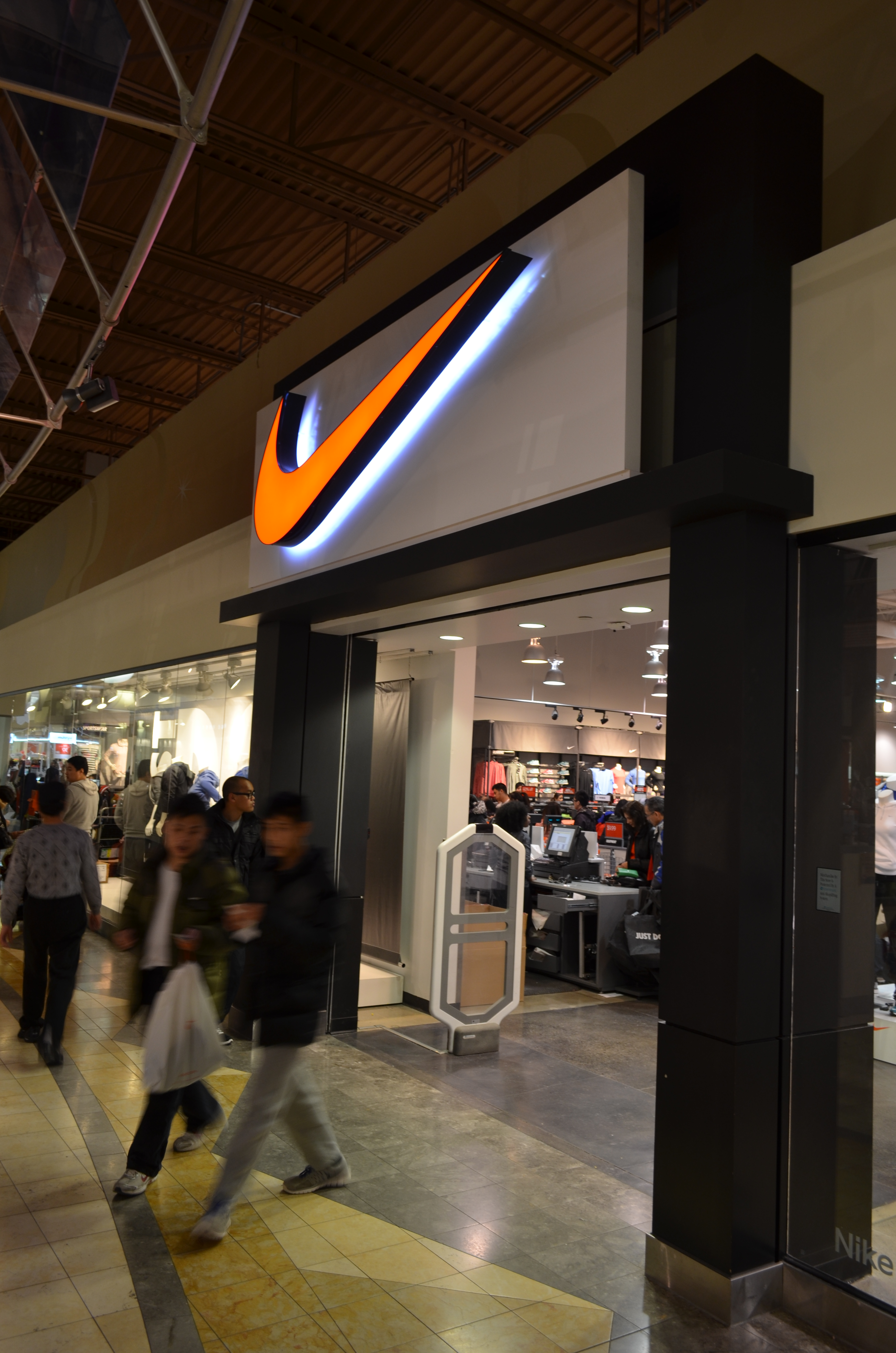
Un magasin Nike avec le Swoosh en devanture, dans un centre commercial à Vaughan au Canada (2013).

En 1971, Blue Ribbon Sport a besoin d'un nouveau logo pour une ligne de chaussures de sport que la société s'apprête à lancer en 1972. Phil Knight approche donc Carolyn Davidson pour des idées de design et elle accepte de travailler pour lui en indépendante, pour un salaire de deux dollars de l'heure. Le cahier des charges reste principalement de « dessiner une rayure censée incarner le mouvement » mais également de s'éloigner du logo à trois bandes d'Adidas.
En juin 1971, Davidson fait six propositions à Knight et à d'autres dirigeants de Blue Ribbon Sport, qui finissent par choisir le symbole utilisé aujourd'hui. Le logo est choisi dans l'urgence, sans réellement convaincre : « Bon, je ne l'aime pas mais je vais peut-être m'y faire » dit alors Philip Knight.
Pour la réalisation du Swoosh, Carolyn Davidson présente une facture de 35 dollars correspondant à 17,5 heures de travail. Cette somme peut sembler faible au regard de la valeur actuelle de Nike et de sa marque, mais la société Blue Ribbon Sport n'en est alors encore qu'à ses débuts. Ce n'est toutefois pas la seule rémunération que Carolyn Davidson reçut de l'équipementier. En effet, elle continue par la suite à s'occuper de l'aspect graphique de Nike, en concevant brochures, catalogues, publicités et affiches sans réelle charte graphique au départ, jusqu'à ce que l'entreprise devienne trop importante pour qu'une personne seule puisse assumer cette tâche, et qu'elle soit confiée à une agence de publicité. La première charte graphique est éditée en 1995.
En septembre 1983, Nike (qui a remplacé la marque Blue Ribbon Sport en 1971) remet à Carolyn Davidson, surnommée la « Logo Lady », une bague en or représentant le logo et sertie d'un diamant, ainsi qu'une enveloppe contenant des actions de Nike, pour un montant qui reste secret. Depuis, elle vit à Portland, mais ne touche aucune redevance sur sa création.

### Diffusion
Le Swoosh est destiné, lors de sa création, à des chaussures de football ; mais les premières chaussures de sport l'utilisant furent introduites lors de sélections qui se tenaient à Eugene dans l'Oregon, pour les épreuves d'athlétisme aux Jeux olympiques de 1972 ainsi qu'au Marathon de Boston la même année. Le Swoosh est, à l'origine, accompagné de la marque « Nike », écrite de différentes manières au fil du temps, et placée, à partir de 1985, dans un carré de couleur. Lors de cette décennie, le logo se répand largement.

Évolution du logo de Nike
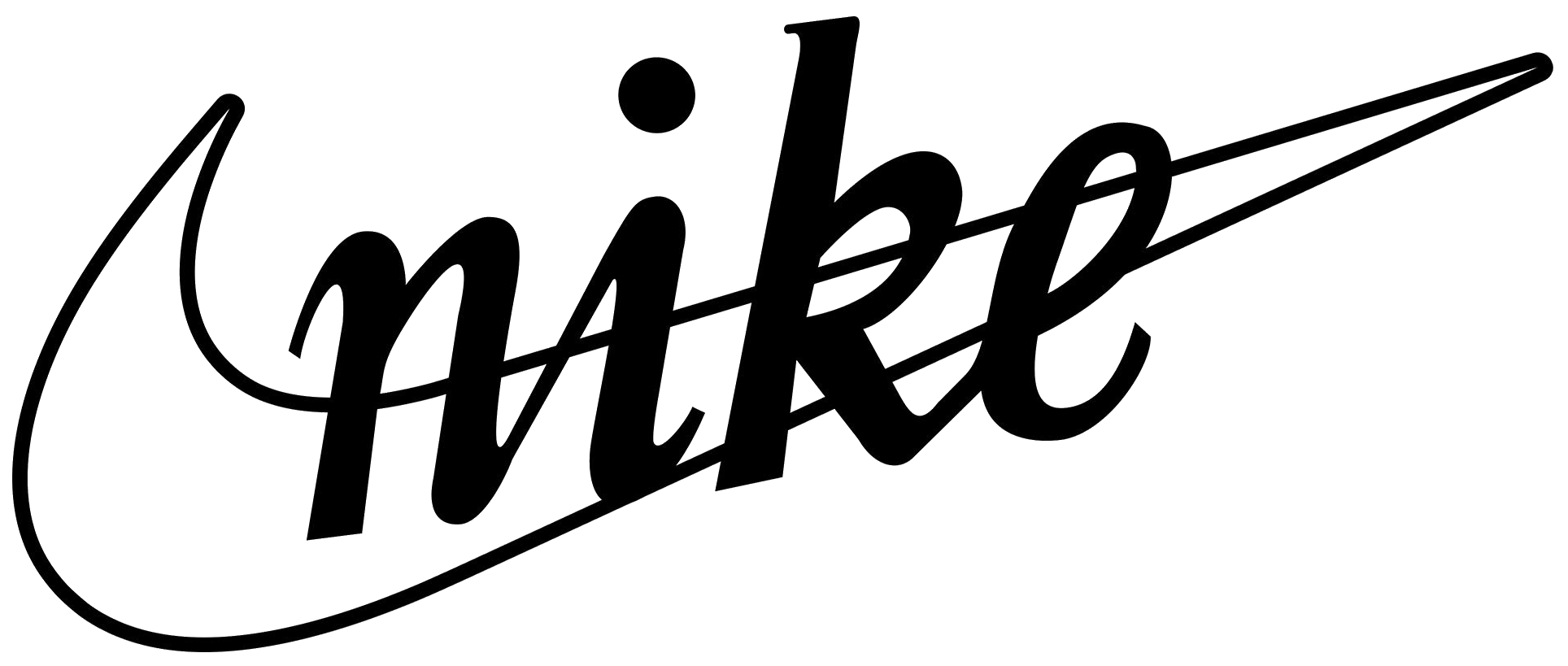
1971
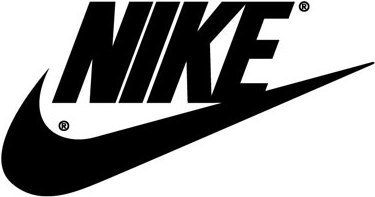
1978

### Solo Swoosh
Il est ensuite utilisé seul à partir de 1992 : ce « solo Swoosh » apparait pour la première fois sur la casquette de Jim Courier lors du tournoi de Wimbledon 1992 alors que la réglementation exclut le nom des marques sur les courts ; après être éliminé tôt dans la compétition, il remet cette casquette à Andre Agassi, qui remporte le tournoi ; si bien que les téléspectateurs écrivent à Nike en demandant d'acheter la même casquette que le vainqueur. Nike prend ainsi conscience que le Swoosh seul suffit à la reconnaissance de la marque. L'année suivant ce tournoi à Wimbledon, la première publicité, avec Dennis Hopper, sans mention du nom de la marque, est diffusée.

### Swooshification
Devant la large diffusion des produits (160 millions de paires de chaussures de sport par an en 1998 par exemple) et donc du logo, le terme de « swooshification » (ou  « swooshification of the world »), inventé par Sports Illustrated en 1997, est utilisé,,,.
Nike se défend de ce travers d'omniprésence mondiale, précisant que « la « swooshification du monde » devrait être considérée de manière plus appropriée comme la sportification du monde » et dès la fin des années 1990, l'entreprise souhaite alors réduire la présence répétée de son emblème,. Le Swoosh reste néanmoins l'un des logos commerciaux les plus facilement reconnaissables aux États-Unis (97 % des Américains le reconnaissent) et dans le monde. 

### Dérivés
Devant le succès que connait le logo, de nombreuses compagnies intègrent des formes proches du Swoosh aux leurs,, par exemple Amazon, AOL, ESPN, Nortel, Visa, etc.
Parallèlement au Swoosh, Nike utilise à une époque d'autres logos spécifiques aux équipements de certaines disciplines sportives, par exemple le Jumpman pour le basket-ball, représentant la silhouette de Michael Jordan en extension, prêt à marquer un panier, ou encore le Pinwheel pour le tennis, représentant huit Swooshs enroulés.

## Place dans la critique de Nike

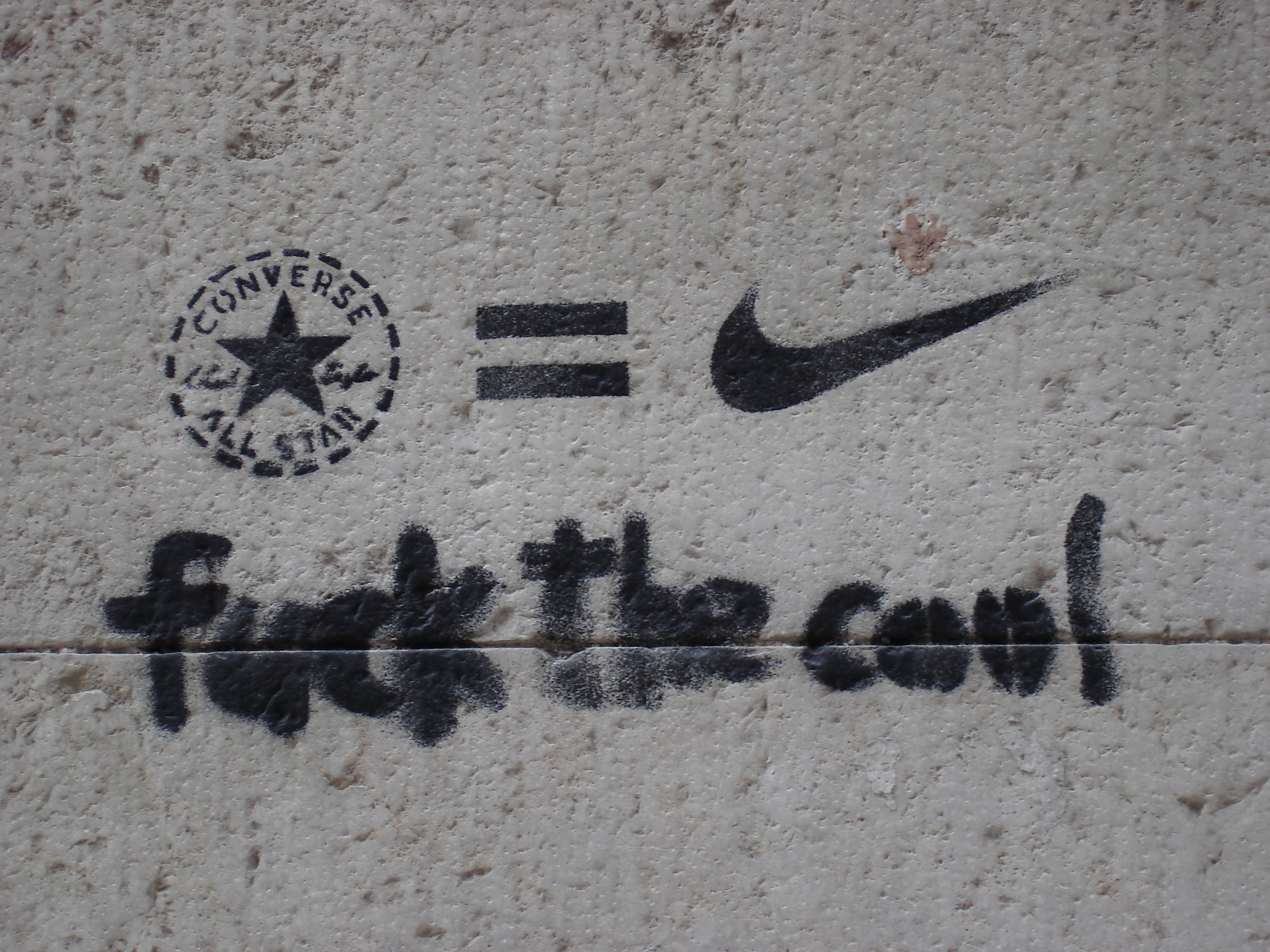
Graffiti critiquant Nike et la société de consommation, à Venise (2005).

Le Swoosh est parfois la cible des détracteurs de Nike, ou plus généralement de la société de consommation dont Nike est selon eux un symbole.[réf. nécessaire]
C'est ainsi qu'il est surnommé Swooshtika, terme inventé par Jim Hightower (en) et mis en image par Scott Grieger (en), en référence au svastika qui servit de base à la croix gammée du régime nazi,.

Le Corporate flag.

Emblème des États-Unis, le Swoosh est également représenté sur la quatrième colonne et la deuxième ligne du canton du Corporate flag, le détournement du drapeau des États-Unis réalisé en 2000 par le réseau Adbusters. Plus récemment, Adbusters a sorti une série de chaussures de sport Blackspot, dont la philosophie est de remplacer les logos par un point noir ; l'un des modèles est dénommé Unswoosher en référence au Swoosh (« un- » étant un préfixe privatif en langue anglaise). Dans une publicité pour ce produit, le nom Unswoosher est écrit en forme de Swoosh.